# Out of Space
Out of Space is de vijfde single van de Britse band The Prodigy die uitkwam in november 1992.
Deze single is de grote doorbraak in Nederland. Het nummer wist de derde positie in de Nederlandse Top 40 te bereiken.
Het nummer bevat een aantal samples; ten eerste van het Reggae-nummer "I Chase the Devil" van Max Romeo, dat nummer is geproduceerd door Lee Scratch Perry. Een andere sample die erin voorkomt is van het nummer "Critical Beatdown" van de Ultramagnetic MC's met de tekst "Pay close attention, I'll take your brain to another dimension."
In 2005 is er door de Audio Bullys een remix van Out of Space uitgebracht als de single Voodoo People (Pendulum Remix)/Out of Space (Audio Bullys Remix). Het nummer staat op het album Their Law: The Singles 1990-2005.

## Tracks

### XL

#### 7" vinyl
A. "Out of Space"
B. "Ruff in the Jungle Bizness" (Uplifting Vibes Remix) (4:17)

#### 12" vinyl
1. "Out of Space" (Original mix) (5:07)
2. "Out of Space" (Techno Underworld remix) (4:48)
3. "Ruff in the Jungle Bizness" (Uplifting Vibes remix) (4:20)
4. "Music reach" (1/2/3/4) (Live) (4:21)

#### Cd-single
1. "Out of Space" (Edit) (3:41)
2. "Out of Space" (Techno Underworld remix) (4:48)
3. "Ruff in the Jungle Bizness" (Uplifting Vibes remix) (4:20)
4. "Music reach" (1/2/3/4) (Live) (4:21)

### Elektra cd-single
1. "Out of Space" (Edit) (3:41)
2. "Out of Space" (Techno Underworld remix) (4:48)
3. "Out of Space" (Millennium mix) (6:25)
4. "Out of Space" (Celestial Bodies remix) (5:44)
5. "Ruff in the Jungle Bizness" (Uplifting Vibes remix) (4:20)
6. "Jericho" (Live version) (4:22)

Tracks 2,3,4,5 geremixt door Liam Howlett

## NPO Radio 2 Top 2000
| Nummer met noteringen in de NPO Radio 2 Top 2000 | '14  | '15  | '16-'17 | '18  | '19  | '20  | '21  | '22  | '23  | '24  |
| ------------------------------------------------ | ---- | ---- | ------- | ---- | ---- | ---- | ---- | ---- | ---- | ---- |
| Out of Space                                     | 1433 | 1631 | -       | 1915 | 1586 | 1820 | 1675 | 1726 | 1785 | 1858 |

1. ↑  Een '-' betekent dat het nummer niet was genoteerd en een vetgedrukt getal geeft de hoogste notering aan.
2. ↑  2014 was het eerste jaar met een notering voor dit nummer.